# Dimos Amorgos
Dimos Amorgos (Amorgos) är en kommun i Grekland.   Den ligger i prefekturen Kykladerna och regionen Sydegeiska öarna, i den sydöstra delen av landet, 230 km sydost om huvudstaden Aten. Antalet invånare är 1 852. Dimos Amorgos ligger på ön Amorgos.